# 国際勃起機能スコア
国際勃起機能スコア（こくさいぼっききのうスコア、IIEF; International Index of Erectile Function）は、勃起不全（ED）の治療の際、陰茎の勃起機能について診断するために使用する問診項目とその評価尺度である。
15項目からなるIIEF (IIEF-15) と、簡易版として5項目のIIEF-5、6項目のIIEF-EFドメイン (IIEF-6) がある。

## IIEF-5
以下の5項目に対して1点～5点で回答し、その合計値（5点から25点）で評価する。合計点数が低いほど勃起不全、高い場合は勃起不全ではないと判定する。
IIEFでは過去4週間について質問を行うが、IIEF-5では過去6ヶ月間と質問対象期間が長くなる。
この6ヶ月に
1. 勃起してそれを維持する自信はどの程度ありましたか
- 1: 非常に低い
- 2: 低い
- 3: 中くらい
- 4: 高い
- 5: 非常に高い

2. 性的刺激によって勃起した時、どれくらいの頻度で挿入可能な硬さになりましたか
- 1. ほとんど、又は全くならなかった
- 2. たまになった（半分よりかなり低い頻度）
- 3. 時々なった（ほぼ半分の頻度）
- 4. しばしばなった（半分よりかなり高い頻度）
- 5. ほぼいつも、又はいつもなった

3. 性交の際，挿入後にどれくらいの頻度で勃起を維持できましたか
- 1. ほとんど，又は全く維持できなかった
- 2. たまに維持できた（半分よりかなり低い頻度）
- 3. 時々維持できた（ほぼ半分の頻度）
- 4. しばしば維持できた（半分よりかなり高い頻度）
- 5. ほぼいつも，又はいつも維持できた

4. 性交の際，性交を終了するまで勃起を維持するのはどれくらい困難でしたか
- 1. 極めて困難だった
- 2. とても困難だった
- 3. 困難だった
- 4. やや困難だった
- 5. 困難でなかった

5. 性交を試みた時，どれくらいの頻度で性交に満足できましたか
- 1. ほとんど，又は全く満足できなかった
- 2. たまに満足できた（半分よりかなり低い頻度）
- 3. 時々満足できた（ほぼ半分の頻度）
- 4. しばしば満足できた（半分よりかなり高い頻度）
- 5. ほぼいつも，又はいつも満足できた